# Rio Negro (vattendrag i Brasilien, Rio de Janeiro)
Rio Negro är ett vattendrag i Brasilien.   Det ligger i delstaten Rio de Janeiro, i den sydöstra delen av landet, 900 km sydost om huvudstaden Brasília.
Omgivningarna runt Rio Negro är huvudsakligen savann. Runt Rio Negro är det glesbefolkat, med 17 invånare per kvadratkilometer.